# Bratschi AG
Bratschi AG ist eine der grössten und renommiertesten Wirtschaftskanzleien der Schweiz.

## Geschichte
Die Ursprünge der Kanzlei gehen auf das 1939 in Zürich gegründete Anwalts- und Vermögensverwaltungsbüro Wiederkehr & Forster zurück. In den 1960er Jahren begann der promovierte, auf Wirtschafts- und Medienrecht spezialisierte Berner Anwalt Peter Joachim Bratschi mit einer Ein-Mann-Kanzlei. Aus zwei Ostschweizer Kanzleien formierte sich im Jahr 2004 in St. Gallen Buob Staub & Partner. Aus diesen drei Pfeilern entstand 2008 die Bratschi AG mit Niederlassungen in Basel, Bern, Genf, Lausanne, St. Gallen, Zug und Zürich. Mit über 100 Anwälten und gegen 200 Mitarbeitenden zählt sie zu den grössten Kanzleien der Schweiz und verfügt über ein kanzleieigenes Notariat mit Büros in Basel, Bern, Zug und St. Gallen.
Für die Wirtschaftskanzlei waren u. a. Peter V. Kunz und Peter Bratschi, Neffe des Bundesrichters Theodor Bratschi, tätig.

## Auswahl bekannter Fälle und Mandate

### Kuwait
Bratschi vertrat die Interessen des Kuwait Investment Office und damit des kuwaitischen Finanzministeriums in der Schweiz. Als Vertreter des KIO amtete Peter Bratschi nahezu drei Jahrzehnte lang als Präsident der bis 2013 von Kuwait kontrollierten Victoria-Jungfrau Collection.

### Fall Borer versus Ringier
Peter Bratschi vertrat den Schweizer Diplomaten und ehemaligen Botschafter in Deutschland Thomas Borer in einer Verleumdungsklage gegen Ringier. Der Ringierkonzern zahlte Borer die in der Schweiz rekordhohe Entschädigung von acht Millionen Franken. Verleger Michael Ringier musste sich in einem offenen Brief in der Zeitung «Blick» bei Borer entschuldigen.

### Fall Matter
Bratschi vertrat den Schweizer Banker und Nationalrat Thomas Matter in mehreren Fällen. Eine Untersuchung der Staatsanwaltschaft gegen Matter wegen angeblicher Bevorzugung einzelner Aktionäre wurde eingestellt. Die Zeitungen «Blick» und «SonntagsBlick» mussten sich für ihre Berichterstattung öffentlich entschuldigen. Peter Bratschi ist Vizepräsident des Verwaltungsrats der Neuen Helvetischen Bank, in dem auch Marcel Rohner sitzt und die durch ihn, Matter und Philippe Gaydoul kontrolliert wird.

### Fall Gurlitt
Die Kanzlei beriet das Kunstmuseum Bern in der Kontroverse um die Schenkung der Kunstsammlung des Deutschen Cornelius Gurlitt. Peter Bratschi vertrat ausserdem den Berner Galeristen Eberhard Kornfeld, der über Jahre hinweg Werke aus der Sammlung Gurlitt gekauft hatte.

### Crypto AG
Die Bratschi AG begleitete die Abwicklung und Neustrukturierung der Crypto AG in Steinhausen im Jahr 2018. Erst zwei Jahre später wurde die vormalige Eigentümerschaft von CIA und BND durch Recherchen des Schweizer Fernsehens und der Washington Post öffentlich (Siehe Operation Rubikon).

## Sonstiges
Die Dreharbeiten für den James-Bond-Film «Im Geheimdienst Ihrer Majestät» fanden vor und im Eingangsbereich der Kanzlei in Bern statt. Das «Büro Bratschi», wie die Kanzlei auch genannt wird, diente als Vorbild für die Advokatur «Gebrüder Gumbold» im Film.